# Řád znamenitosti (Jamajka)
Řád znamenitosti (anglicky Order of Excellence) je státní vyznamenání Jamajky založené roku 2003. Je tak nejmladším z jamajských řádů. Udílen je v jediné třídě zahraničním hlavám států a předsedům vlád.

## Historie a pravidla udílení
Řád byl založen roku 2003. Udílen je výhradně cizincům, a to cizím hlavám států a předsedům vlád. Po svém založení tak převzal funkci diplomatického řádu, kterou do té doby zastával Řád za zásluhy. Členové řádu jsou oprávněni nosit řádové insignie a mohou být oslovováni jako The Most Honourable. Navíc mohou za svým jménem používat postnominální OE.

## Insginie
Řádový odznak má tvar dvanácticípé zlaté hvězdy. Mezi cípy jsou ananasy z bílého zlata. Uprostřed medailonu je kulatý medailon se zlatým státním znakem Jamajky na červeně smaltovaném pozadí. Okolo medailonu je modře smaltovaný kruh se zlatým nápisem EXCELLENCE IN SERVICE.
Stuha na které je odznak nošen kolem krku je vyrobena z hedvábí žluté barvy. K řádu náleží také velká stuha nošená spadající z pravého ramene na protilehlý bok. Tato stuha je žlutá se dvěma úzkými pruhy v barvě černé a zelené při okrajích. Svým barevným provedením tak odpovídá barvám státní vlajky.

## Nositelé
- Thabo Mbeki – 1. července 2003[1]
- Juan Carlos I. – 17. února 2009[1]
- Jakaya Kikwete – 25. listopadu 2009, udělil generální guvernér Patrick Allen[2]
- Danilo Medina – 27. listopadu 2017, udělil generální guvernér Patrick Allen[3]